# (124) Алькеста
(124) Алькеста (лат. Alkeste) — астероид главного пояса, принадлежащий к светлому спектральному классу S. Он был открыт 23 августа 1872 года германо-американским астрономом К. Г. Ф. Петерсом в Клинтоне, США и назван в честь Алькесты, персонажа древнегреческой мифологии.

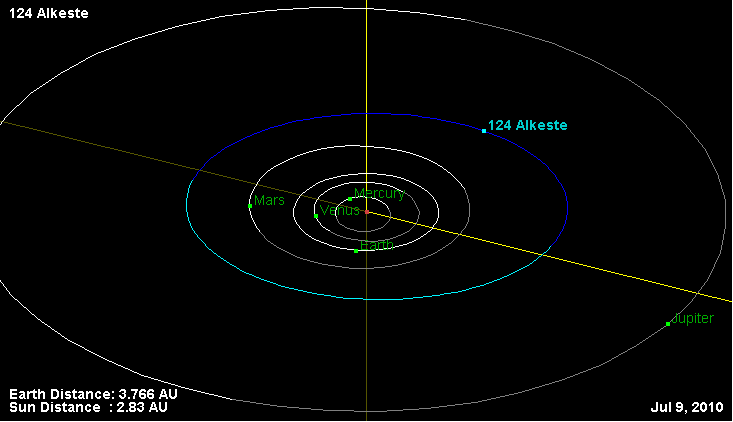
Орбита астероида Алькеста и его положение в Солнечной системе

Покрытие астероидом звезды наблюдалось только один раз: 24 июня 2003 года произошло затмение астероидом бета Девы (звезды третьей звёздной величины).